# Maximum time interval error
Maximum time interval error (MTIE) je metrika používaná pro určení fázové stability signálu. Hojně se užívá v metrologii a telekomunikacích.

## Výpočet
Nejprve se spočítá metrika TIE. Tu získáme pro každý čas vstupního signálu jako jeho fázovou chybu, tj. jeho fázový posun vůči referenci. Jednotkou této chyby je nejčastěji sekunda, resp. její zlomky.
MTIE je funkcí tzv. pozorovacího intervalu T . Metriku spočítáme tak, že vezmeme funkci TIE(t) a po ní budeme postupně posouvat okénko o délce T. Pro každý posun okénka vyšetřujeme rozdíl mezi maximem a minimem TIE v rámci okénka (tedy tzv. peak-to-peak hodnotu TIEpp). Pro nějaký posun okénka bude tento rozdíl maximální. Toto maximum je pak právě hodnotou MTIE(T).
Pokud vykreslíme graf závislosti MTIE na T, bude monotónně rostoucí a transienty původního signálu se projeví jako náhlé skoky.